# Vassholmen
Vassholmen is een eiland in de Zweedse Kalixrivier. Het druppelvormige eiland ligt midden in de rivier, heeft geen oeververbinding, maar wel een aantal gebouwen. Het eiland heeft een oppervlakte van ongeveer 4 hectare. Er is geen oeververbinding.